# Daredevil (2.ª temporada)
A segunda temporada da série de televisão norte-americana Daredevil, que se baseia no personagem de mesmo nome da Marvel Comics, acompanha Matt Murdock / Demolidor, um advogado de dia, que combate o crime à noite,  cruzando caminhos com o mortal Frank Castle / Justiceiro junto com o retorno de uma ex-namorada–Elektra Natchios. Ela está situada no Universo Cinematográfico Marvel, compartilhando a continuidade com os filmes e outras séries de televisão da franquia. A temporada foi produzida pela Marvel Television em associação com a ABC Studios, DeKnight Prods. e Goddard Textiles, com Doug Petrie e Marco Ramirez servindo como showrunners, e criador da série Drew Goddard atuando como consultor.
Charlie Cox estrela como Murdock, enquanto Jon Bernthal e Élodie Yung são introduzidos como Castle e Natchios. Deborah Ann Woll, Elden Henson, Rosario Dawson e Vincent D'Onofrio também retornam da primeira temporada, com Stephen Rider se juntando a eles. A temporada foi encomendada em abril de 2015, depois do lançamento bem sucedido da primeira, com Petrie e Ramirez substituindo o showrunner da primeira temporada Steven S. DeKnight. Produção da temporada começou em julho de 2015 e continuou até dezembro, com a temporada focando a natureza do heroísmo através da comparação de Murdock ao Castle e Natchios, e mostrando como os dois últimos afetam a vida de Murdock.
Os dois primeiros episódios da temporada estreou em Paris em 07 de março de 2016, com a temporada completa de 13 episódios lançada na Netflix em 18 de março. Críticos elogiaram a introdução de Castle e Natchios, assim como a performance de Bernthal em particular, a ação da temporada e arcos de história. No entanto, muitos sentiram falta do Ben Urich de Vondie Curtis-Hall, da primeira temporada, e o Wilson Fisk de D'Onofrio durante a primeira metade da segunda temporada A série foi renovada para uma terceira temporada em julho de 2016.

## Elenco
| - Charlie Cox como Matt Murdock / Demolidor - Deborah Ann Woll como Karen Page - Elden Henson como Foggy Nelson - Jon Bernthal como Frank Castle / Justiceiro - Élodie Yung como Elektra Natchios - Stephen Rider como Blake Tower - Rosario Dawson como Claire Temple - Vincent D'Onofrio como Wilson Fisk / Rei do Crime | - Scott Glenn como Stick - Michelle Hurd como Samantha Reyes - Royce Johnson como Brett Mahoney - Matt Gerald como Melvin Potter - Peter Shinkoda como Nobu | - Carrie-Anne Moss como Jeri Hogarth - Peter McRobbie como Padre Lantom - Amy Rutberg como Marci Stahl - Wai Ching Ho como Gao |

## Produção

### Desenvolvimento
Quando perguntado sobre o futuro da série após a primeira temporada, showrunner Steven S. DeKnight disse: "Eu honestamente não tenho ideia. Isto está longe demais do meu pagamento atual. Ainda mais complicado é o fato que o Demolidor é parte de algo maior – Jessica Jones, Luke Cage, Punho de Ferro e Os Defensores. Como tudo isso se encaixa e se haverá ou não uma segunda temporada – e como isso se desdobra sobre as outras – são questões que ninguém ainda sabe as respostas. Eu posso dizer que estivemos falando sobre coisas tão boas para uma possível segunda temporada que, meu deus, nem posso dar pistas! É algo que seria maravilhoso de trabalhar." 
Em 21 de abril de 2015, Marvel e Netflix anunciaram que a série tinha sido renovada para uma segunda temporada, com Doug Petrie e Marco Ramirez substituindo DeKnight como showrunners, assim como atuando como produtores executivos; ambos serviram como escritores na primeira temporada e trabalharam em estreita colaboração com DeKnight e criador da série Drew Goddard. A temporada introduz o Justiceiro, a quem DeKnight e os escritores queriam introduzir em uma cena pós-créditos durante o final da primeira temporada, mas não conseguiram devido à maneira que a Netflix começa o próximo episódio durante os créditos do atual. DeKnight considerou que esta "foi a decisão certa. Eu acho que há uma maneira melhor, mais orgânica para apresentá-lo ao mundo."  Ramirez descreveu a segunda temporada internamente como "Demolidor vs. O Justiceiro". Em setembro de 2015, Goddard explicou que ele ainda estava envolvido com a temporada como produtor executivo, consultando com Petrie e Ramirez quando perguntam para ele. A temporada é composta por 13 episódios de uma hora de duração.

### Escrita
Ramirez falou sobre a forma como a segunda temporada seria diferente da primeira, dizendo: "Muito do que fizemos na última temporada foi saber se havia um lugar para conteúdos sombrios e violentos em super-heróis, e por causa da reação dos fãs, que foi esmagadora, temos uma resposta forte de 'sim'. Agora que sabemos que existe, você queria fundamentado e queria sombrio, aqui está Elektra e Justiceiro. Você pediu por isso. " Petrie, falando sobre o potencial uso de flashbacks na temporada, disse que às vezes você quer "descascar a camada da cebola através de flashback, ou duas pessoas em uma sala conversando pode ter todo o poder no mundo. Isso é algo que temos de escolher." 
Sobre a inclusão do Justiceiro especificamente na temporada, onde ele é introduzido ao Universo Cinematográfico Marvel. Goddard sentiu que a televisão foi o melhor encaixe para o personagem, já que os roteiristas são "capazes de fazer coisas na tela pequena que encaixa esse personagem melhor do que se tivéssemos que desgastá-lo para o cinema." Goddard afirmou que a abordagem da temporada para os personagens e suas ações seria fazer o que faz sentido para os personagens ao invés de "extrapolar os limites" ou procurar chocar o público, embora ele notou que isso ainda poderia ir de uma forma mais "adulta ... mais obscura, mais suja" devido à liberdade da Netflix e a presença de personagens como o Justiceiro. Petrie afirmou que os roteiristas esperavam "mexer a panela" e "levar as pessoas a pensar" com a inclusão do Justiceiro e seus métodos letais, acrescentando: "Levando a justiça letal em suas próprias mãos na América de 2015 é uma merda complicada. Nós não nos esquivamos dessa realidade rica e difícil de hoje. Se você tem uma arma e você não é a polícia que vai incitar sentimentos fortes. Se você tem uma arma e você não é a polícia, você vai incitar sentimentos fortes."  Ramirez acrescentou que Castle não foi referido como "Justiceiro" na sala de roteiristas, da mesma forma a Wilson Fisk não sendo chamado de "Rei do Crime" durante a primeira temporada, pois permitiu os roteiristas a pensar "sobre [Castle] como um homem com uma vingança, que fez um juramento para sua família morta."   Na série, o apelido de "O Justiceiro" é dado a Castle pela mídia devido a suas ações agressivas.

### Ligações com o Universo Cinematográfico Marvel
Sobre as referências ao estendido UCM, Ramirez disse que "aqueles pequenos Easter-eggs que vêm ao longo do caminho são divertidos", mas houve momentos em que os roteiristas não aproveitaram as oportunidades para fazer referência ao resto do universo porque elas se sentiam como distrações da narrativa e personagens da série. Petrie afirmou que os roteiristas queriam "manter ela em Hell's Kitchen" e se concentrar em questões como "o ar condicionado não funciona na Nelson & Murdock. Isso é realmente o que estamos interessados". Ele explicou que a vida real da cidade de Nova York "tem uma presença maior do que a presença de vida" com celebridades que vivem lá—"Se você ver Derek Jeter andando na rua, isso é ótimo, mas então você vira a esquina e você entra em uma discussão com o cara que cobrava mais por um pretzel. Queremos que nossos personagens sejam verdadeiros Nova-Iorquinos."
A temporada apresenta a gangue de motoqueiros Cães do Inferno, que foram introduzidos pela primeira vez na primeira temporada de Agents of S.H.I.E.L.D. no episódio "Yes Men", e a Roxxon Energy Corporation, uma empresa destaque em todo o UCM. Ela também menciona os vigilantes Jessica Jones e Luke Cage, a morte de Oscar Clemons e o escritório de advocacia Hogarth, Chao e Benowitz, que são todas referências à primeira temporada de Jessica Jones.

## Episódios
| N.º na série | N.º na temp. | Título                                                            | Dirigido por      | Escrito por                                                              | Lançamento          |
| --- | ------------ | ----------------------------------------------------------------- | ----------------- | ------------------------------------------------------------------------ | ------------------- |
| 14 | 1            | "Bang"                                                            | Phil Abraham      | Douglas Petrie & Marco Ramirez                                           | 18 de março de 2016 |
| Após a queda de Wilson Fisk e a máfia russa, e o desaparecimento dos chineses e da Yakuza, várias gangues tentam assumir o controle de Hell's Kitchen, incluindo a Máfia Irlandesa e Carteis Mexicanos. Quando um grupo de irlandeses são abatidos por um aparente "exército", o único sobrevivente, Elliot "Grotto" Grote, busca a firma Nelson e Murdock para proteção. Karen Page, assistente de Nelson e Murdock—que está lutando para gerenciar seus problemas financeiros, dado que a clientela da empresa muitas vezes não podem pagar em dinheiro—leva a Grotto ao hospital para verificar a ferida, enquanto Foggy Nelson descobre a gangue do de motoqueiros Cães do Inferno, um membro da gangue foi assassinado pelo mesmo "exército" que matou os irlandeses. Matt Murdock, com seu personagem vigilante secreto Demolidor, investiga os carteis, que ele aprendeu que todas as armas de alta potência eram roubadas por um único homem. No hospital, Grotto e Page são atacados por este homem e mal escapam vivos. O Demolidor enfrenta o novo vigilante nos telhados perto do hospital, e é baleado na cabeça no ponto em branco.                                                                                             |              |                                                                   |                   |                                                                          |                     |
| 15 | 2            | "Dogs to a Gunfight" "Cães na Mira"                               | Phil Abraham      | Marco Ramirez & Douglas Petrie                                           | 18 de março de 2016 |
| Nelson encontra Murdock na manhã seguinte. Embora sua armadura tenha salvado sua vida, a cabeça de Murdock e os sentidos aumentados estão danificados e prejudicados, e Nelson insiste em que ele descanse e se recupere. Nelson tenta colocar a Grotto na proteção de testemunhas, mas desde que todos os seus contatos da máfia foram assassinados, a promotora de distrito Samantha Reyes só concorda se Grotto usar uma escuta para se encontrar com um grande traficante de drogas. Depois que seus sentidos melhoram, Murdock pede a seu aliado, Melvin Potter, uma máscara nova e melhorada, antes de investigar o esconderijo onde os irlandeses foram assassinados. Percebendo que eles tinham um cachorro que agora faltava, Murdock segue para um apartamento próximo, onde o outro vigilante—apelidado de "Justiceiro" pelo escritório da DA—estava ouvindo o funcionamento da pomotoria com Grotto em um rádio da polícia. Quando o Punisher (Justiceiro) ataca a operação, Nelson e Page percebem que Reyes sempre quis dizer isso como uma armadilha. Snipers de polícia disparam contra o Punisher quando Daredevil (Demolidor) chega e ataca ele. Grotto escapa no caos, enquanto Murdock está ferido e perde a consciência. |              |                                                                   |                   |                                                                          |                     |
| 16 | 3            | "New York's Finest" "Para Servir e Proteger"                      | Marc Jobst        | Mark Verheiden                                                           | 18 de março de 2016 |
| Daredevil acorda como o prisioneiro do Punisher, e implora com ele para parar de matar, sentindo que há bondade dentro de qualquer um, e que nenhum criminoso é além da redenção. O Punisher insiste que o que ele faz é necessário, ao matar criminosos, ele os impede de fazer o errado novamente, enquanto Daredevil simplesmente atrasa o inevitável ao ferí-los. O seu debate culmina em Punisher trazendo Grotto, a quem ele pegou roubando um carro na tentativa de fugir da cidade e amarrando uma arma com uma única bala para a mão do Daredevil, oferecendo a escolha de matar Grotto, matando o Punisher antes que ele mate a Grotto, ou não fazendo nada e vivendo com o fato de que suas ações causaram a morte de alguém por qualquer maneira. Daredevil dispara as correntes segurando-o e se liberta, mas, ao fazer isso, dá tempo ao Punisher para matar fatalmente a Grotto. Como Grotto moribundo, pergunta por que Daredevil permitiu que ele morresse, o Punisher ataca um grupo de membros dos Cães do Inferno nas proximidades. Daredevil consegue derrubar Punisher e deixá-lo inconsciente, em seguida, luta com os membros de gangue irritados.                                                                    |              |                                                                   |                   |                                                                          |                     |
| 17 | 4            | "Penny and Dime" "Uni Duni Tê"                                    | Peter Hoar        | John C. Kelley                                                           | 18 de março de 2016 |
| Finn Cooley, um membro de alto nível da máfia irlandesa cujo filho foi morto pelo Punisher, chega em Nova York buscando vingança e rastreia o cachorro que Punisher pegou em seu apartamento. Page começa a investigar Punisher, usando arquivos escorregados para ela pelo assistente promotor Blake Tower. Ela descobre que ele é Frank Castle, uma vez marido e pai que foi hospitalizado com uma bala em sua cabeça. Mal sobrevivendo, Castle escapou de uma aparente cobertura de algum tipo, potencialmente de Reyes. Os irlandeses enfrentam Castle em um carrossel e levaram-no como refém. Cooley o tortura violentamente, até que Castle escapa e brutalmente assassina Cooley e vários outros irlandeses. Daredevil os encontra antes que Castle os matem, ajudando-os a escapar. Castle diz a Daredevil sobre sua família, que foi assassinada, antes de ser preso, com Daredevil dando crédito por sua captura ao sargento Brett Mahoney na esperança de restaurar a fé do público na polícia e não na justiça vigilante.Chegando a casa depara-se com Elektra, sua ex-namorada. |              |                                                                   |                   |                                                                          |                     |
| 18 | 5            | "Kinbaku"                                                         | Floria Sigismondi | Lauren Schmidt Hissrich                                                  | 18 de março de 2016 |
| Há dez anos, Murdock conheceu Elektra Natchios, a filha entediada de um ricaço embaixador grego. Os dois se uniram sobre sua natureza e habilidades de busca de emoções compartilhadas, com Murdock eventualmente revelando suas habilidades e a natureza da morte de seu pai nas mãos de Roscoe Sweeney. Quando Elektra manipulou Murdock para confrontar Sweeney, esperando que Murdock o matasse, Murdock se recusou, e Elektra partiu. No dia de hoje, Elektra retorna a Nova York pedindo a ajuda de Murdock com o chefe japonês da Roxxon Energy Corporation, com quem seu falecido pai teve relações. Murdock se recusa, mas espia em sua reunião de negócios com a empresa, onde ela planta um erro em seu sistema. Murdock mais tarde enfrenta Elektra sobre Sweeney, e ela afirma que conhece a verdadeira natureza de Murdock, que ela acredita ser a mesma que dela. |              |                                                                   |                   |                                                                          |                     |
| 19 | 6            | "Regrets Only" "Só Arrependimento"                                | Andy Goddard      | Sneha Koorse                                                             | 18 de março de 2016 |
| Murdock e Elektra derrotam os assaltantes da Yakuza. Elektra acredita que a Yakuza é algo importante em Nova York, e Murdock concorda relutantemente em continuar a ajudá-la quando promete deixar a cidade assim que terminarem. Murdock, Nelson e Page são visitados pelo defensor público no caso Punisher, que revela que Reyes pretende vincular Castle a outros assassinatos de dos Cães do Inferno fora de Nova York, tornando a pena de morte uma opção. Murdock e Page convence Nelson que eles deveriam estar ajudando Castle, para protegê-lo de Reyes e aprender o que realmente aconteceu com ele e sua família. Enquanto Murdock e Natchios participam de um baile de gala de Roxxon e roubam um importante livro da Yakuza, Page revela a Castle o que aprendeu de seu passado, eventualmente ganhou sua ajuda. No entanto, na frente de Reyes e do juiz, Castle recusa um acordo de alegação que lhe daria vida, na prisão e, em vez disso, não se declarou culpado. Reyes, irritada, julgou rapidamente, com O Povo vs. Frank Castle, que começaria dentro de uma semana. |              |                                                                   |                   |                                                                          |                     |
| 20 | 7            | "Semper Fidelis"                                                  | Ken Girotti       | Luke Kalteux                                                             | 18 de março de 2016 |
| Por causa de seus negócios com Elektra, Murdock está atrasado para o julgamento de Castle, e Nelson faz a declaração de abertura. Incapaz de usar uma defesa de transtorno de estresse pós-traumático por parte de Castle— que acredita que seria desrespeitoso aos verdadeiros veteranos de guerra que sofrem de TEPT—Nelson, em vez disso, fala sobre a família de Castle sendo deixada de lado pelo sistema de justiça. Murdock trabalha com Page na preparação para o exame cruzado do examinador médico-chefe, que provavelmente devolveu o certificado de óbito da família Castle para Reyes, mas antes que ele possa trazê-lo em tribunal, o homem confessa; Ele tinha sido torturado na noite anterior para revelar a verdade. Murdock percebe que Elektra o tinha ouvido e Page e tentou "ajudar", e revela seu envolvimento com ela para Nelson. Com o testemunho do exame agora inválido, o relacionamento de Nelson com as fraturas de Murdock. Murdock confronta Elektra, que concorda em ficar longe do julgamento, antes de se juntar a ela em busca de um local de construção abandonado, do qual o relato da Yakuza revelou os embarques de areia. No interior eles encontram um buraco gigante.                             |              |                                                                   |                   |                                                                          |                     |
| 21 | 8            | "Guilty as Sin" "Mea Culpa"                                       | Michael Uppendahl | Whit Anderson                                                            | 18 de março de 2016 |
| Murdock e Elektra são atacados por ninjas e devem ser salvos pelo velho mentor de Murdock, Stick. Eles escapam de volta ao apartamento de Murdock, onde Stick revela a Murdock que Natchios trabalha para ele (e já fez isso antes de conhecer primeiro Murdock, que estava em missão para recrutá-lo para Stick), enquanto luta contra um antigo grupo, o Tentáculo, para a qual o chefe japonês Roxxon e a Yakuza são frentes. Murdock oferece para levar Elektra de volta e ajudá-la a derrotar o Tentáculo, se ela renuncia suas formas assassinas a Stick; ela concorda. No tribunal, Nelson começa a influenciar o júri em favor de Castle, mas Castle assume a posição e destrói sua própria defesa. Pege e Nelson acusam Murdock de perder o julgamento. Elektra e Murdock compartilham um momento próximo antes de serem atacados por um ninja solitário. Murdock o subjuga e descobre que ele é apenas um adolescente, antes que Elektra fenda sua garganta impulsivamente, para o horror de Murdock. Castle entra na prisão e é liderado por um guarda para se encontrar com Fisk. |              |                                                                   |                   |                                                                          |                     |
| 22 | 9            | "Seven Minutes in Heaven" "Sete Minutos no Paraíso"               | Stephen Surjik    | Marco Ramirez & Lauren Schmidt Hissrich                                  | 18 de março de 2016 |
| Fisk oferece a Castle uma chance para Dutton, o "chefão" da prisão de Ryker's Island, a quem Fisk acredita que organizou o acordo, errado, o que levou à morte da família de Castle. Fisk admite que isso permitirá que Fisk tome o controle da própria prisão. Castle ataca Dutton, que revela que ele organizou o acordo para um traficante denominado 'Blacksmith'. Fisk então trai Castle, liberando os apoiantes de Dutton sobre ele, mas Castle abate todos eles. Percebendo que Castle poderia ser um triunfo contra os concorrentes de Fisk, enquanto o último está preso, Fisk providencia a fuga de Castle da prisão. Nelson e Murdock concordam em fazer parte, enquanto Page continua sua investigação pessoal sobre Castle. Ela confirma com o agora ex-legista-chefe que, além da família Castle, havia outra vítima do massacre, um policial disfarçado; O acordo e o posterior massacre faziam parte de uma operação de emboscada. Murdock investiga uma fábrica do Tentáculo, chamada Fazenda, onde ele é confrontado por Nobu Yoshioka, a quem ele havia matado anteriormente. |              |                                                                   |                   |                                                                          |                     |
| 23 | 10           | "The Man in the Box" "O Homem na Caixa"                           | Peter Hoar        | História por : John C. Kelley Roteiro por : Whit Anderson & Sneha Koorse | 18 de março de 2016 |
| Daredevil pede a Mahoney que envie as várias crianças a serem usadas como incubadoras humanas aparentes para uma mistura de produtos químicos na Fazenda para enfermar Claire Temple para receber tratamento hospitalar. Sabendo da fuga de Castle, Reyes, Nelson, Murdock e Page se encontram em seu escritório. Ela confirma que seu escritório havia organizado a emboscada no trato de Blacksmith com os Irlandeses, os Cartéis e os Cães do Inferno, e explica que ela escolheu não limpar a área para não derrubar os criminosos, levando à morte do disfarçado Policial e a família de Castle quando o negócio foi para o sul. Agora, ela acredita que Castle está visando sua filha, e pede ajuda para trazê-lo. No entanto, Reyes é morto a tiros por um atirador não identificado. Murdock visita Fisk na prisão e confirma suas suspeitas, que Fisk está executando e orquestrado a fuga de Castle. Elektra mata um assassino enviado por Stick, e Castle salva Page de um ataque semelhante ao de Reyes. No hospital, as crianças acordam quando Daredevil se prepara para defender o edifício do Tentáculo. |              |                                                                   |                   |                                                                          |                     |
| 24 | 11           | ".380" "38"                                                       | Stephen Surjik    | Mark Verheiden                                                           | 18 de março de 2016 |
| Daredevil salva Castle do Tentáculo, mas as crianças deixam o hospital para que os ninjas as drenem seu sangue para alimentar os produtos químicos em um dispositivo antigo. Alguns membros do Tentáculo morreram durante a luta, e uma tentativa de autópsia em uma delas mostra as cicatrizes de uma autópsia prévia. O conselho do hospital escolhe cobrir isso, atraindo Castle para sair. Page e Castle são confrontados com os homens do Blacksmith, e Castle bateu violentamente sua localização fora deles antes de assassiná-los. Ele então deixa Page horrorizada. Daredevil enfrenta a Tower, que revela a liderança que o escritório da procuradoria tem no Blacksmith: um concorrente que trabalha fora de Chinatown. Daredevil vai lá encontrar Madame Gao, uma antiga aliada de Fisk, que o manda para o cais. Castle ataca um barco lá, usado para contrabandear drogas, e tenta matar um homem que reivindica ser Blacksmith; Daredevil chega, mas os homens de Blacksmith chegam e atacam o barco, e Castle escapa no caos. Sabemdo que Elektra sobreviveu à armadilha enviada, Stick se prepara para lutar contra ela. |              |                                                                   |                   |                                                                          |                     |
| 25 | 12           | "The Dark at the End of the Tunnel" "A Escuridão no Fim do Túnel" | Euros Lyn         | Lauren Schmidt Hissrich & Douglas Petrie                                 | 18 de março de 2016 |
| Stick lamenta nunca ser capaz de "domesticar" Elektra, que sempre teve uma afinidade por assassinato e está tentando corrigir esse erro. Daredevil impede que os dois se matem, mas o Tentáculo e sequestram Stick. A polícia acredita que Castle está morto, e Page relutantemente concorda; ao invés de soltar sua investigação sobre Castle, que ela ia escrever uma exposição sobre para o boletim de Nova York, Page decide escrever um perfil para mostrar ao público sobre Castle, que ele era mais que apenas o Justiceiro. Ela entrevista o comandante de Marinha de Castle, Ray Schoonover, mas percebe que ele é Blacksmith. Castle chega e mata Schoonover, apesar dos pedidos de Page. Demolidor e Elektra encontram Stick, com Elektra ainda com vontade de matá-lo. No entanto, eles são confrontados por Yoshioka, que revela o que instinto assassino dos que Elektra é porque ela é o Céu Negro, uma arma mítica adorada pelo Tentáculo. Elektra considera aceitando o que o Tentáculo diz, mas Demolidor a convence a escolher seu próprio destino, e em vez dela ajuda Stick a fugir. |              |                                                                   |                   |                                                                          |                     |
| 26 | 13           | "A Cold Day in Hell's Kitchen" "Um Dia Frio no Inferno"           | Peter Hoar        | Douglas Petrie & Marco Ramirez                                           | 18 de março de 2016 |
| Nelson junta-se à advogada Jeri Hogarth. Com o Stick seguro no apartamento de Murdock, o Tentáculo ataca uma estação de polícia para obter informações sobre as pessoas que Demolidor ajudou. Eles tomam reféns, incluindo Page e o criminoso Turk Barrett. O motivo de Barrett estar em prisão domiciliar, é de que policiais que o seguem relatam a situação antes de serem mortos pelo Tentáculo. Murdock e Elektra usa esse chamado para encontrar os reféns e liberá-los. Eles então são confrontados com uma horda de ninjas, liderada por Yoshioka. Elektra se sacrifica para salvar Murdock, e ele derrota o resto dos combatentes com a ajuda de Castle, que procura avançar no seu passado e aceitar o manto do Punisher. Stick retorna para acabar com Yoshioka, decapitando-o. Murdock declarou que seu amor por Elektra valia a pena, e aceitar que a filosofia de Stick de cortar laços emocionais é errada. Ele organiza uma reunião com Page, e revela a ela que ele é o Demolidor. Mais tarde, o Tentáculo exuma ao corpo de Elektra, e coloca no antigo sarcófago. |              |                                                                   |                   |                                                                          |                     |